# Judo ai Giochi della XXIV Olimpiade
Le prove di judo ai Giochi della XXIV Olimpiade si svolsero presso la Palestra Jangchung di Seul dal 25 settembre al 1º ottobre 1988.
Per la prima volta dall'introduzione dello sport nel programma olimpico il medagliere non fu vinto dal Giappone, che si classificò solo terzo, ma dalla Corea del Sud.
Il programma prevedeva le stesse classi di Mosca 1980 e Los Angeles 1984, inoltre per la prima volta venne incluso nel programma il judo femminile, anche se solo come sport dimostrativo prima dell'introduzione in pianta stabile di Barcellona 1992.
L'austriaco Peter Seisenbacher e il giapponese Hitoshi Saito bissarono i titoli di quattro anni prima, diventando i primi judoka capaci di laurearsi bicampioni olimpici.

## Podi
| Evento                                       | Oro                | Argento            | Bronzo                              |
| fino a 60 kg (pesi super-leggeri) (dettagli) | Kim Jae-yup        | Kevin Asano        | Shinji Hosokawa Amiran Totikashvili |
| fino a 65 kg (pesi mezzo-leggeri) (dettagli) | Lee Kyung-Keun     | Janusz Pawlowski   | Bruno Carabetta Yosuke Yamamoto     |
| fino a 71 kg (pesi leggeri) (dettagli)       | Marc Alexandre     | Sven Loll          | Mike Swain Georgiy Tenadze          |
| fino a 78 kg (pesi medio-leggeri) (dettagli) | Waldemar Legień    | Frank Wieneke      | Torsten Brechot Bashir Varayev      |
| fino a 86 kg (pesi medi) (dettagli)          | Peter Seisenbacher | Vladimir Shestakov | Akinobu Osako Ben Spijkers          |
| fino a 95 kg (pesi medio-massimi) (dettagli) | Aurelio Miguel     | Marc Meiling       | Dennis Stewart Robert Van De Walle  |
| oltre 95 kg (pesi massimi) (dettagli)        | Hitoshi Saito      | Henry Stöhr        | Cho Yong-Chul Gregoriy Verichev     |

## Medagliere
| Pos.   | Paese            | Oro | Argento | Bronzo | Totale |
| ------ | ---------------- | --- | ------- | ------ | ------ |
| 1      | Corea del Sud    | 2   | 0       | 1      | 3      |
| 2      | Polonia          | 1   | 1       | 0      | 2      |
| 3      | Giappone         | 1   | 0       | 3      | 4      |
| 4      | Francia          | 1   | 0       | 1      | 2      |
| 5      | Austria          | 1   | 0       | 0      | 1      |
| 5      | Brasile          | 1   | 0       | 0      | 1      |
| 7      | Germania Est     | 0   | 2       | 1      | 3      |
| 8      | Germania Ovest   | 0   | 2       | 0      | 2      |
| 9      | Unione Sovietica | 0   | 1       | 4      | 5      |
| 10     | Stati Uniti      | 0   | 1       | 1      | 2      |
| 11     | Regno Unito      | 0   | 0       | 1      | 1      |
| 11     | Belgio           | 0   | 0       | 1      | 1      |
| 11     | Paesi Bassi      | 0   | 0       | 1      | 1      |
| Totale | Totale           | 7   | 7       | 14     | 28     |